# Автомобільна промисловість в Австрії
Автомобільна промисловість Австрії — галузь економіки Австрії.

## Огляд

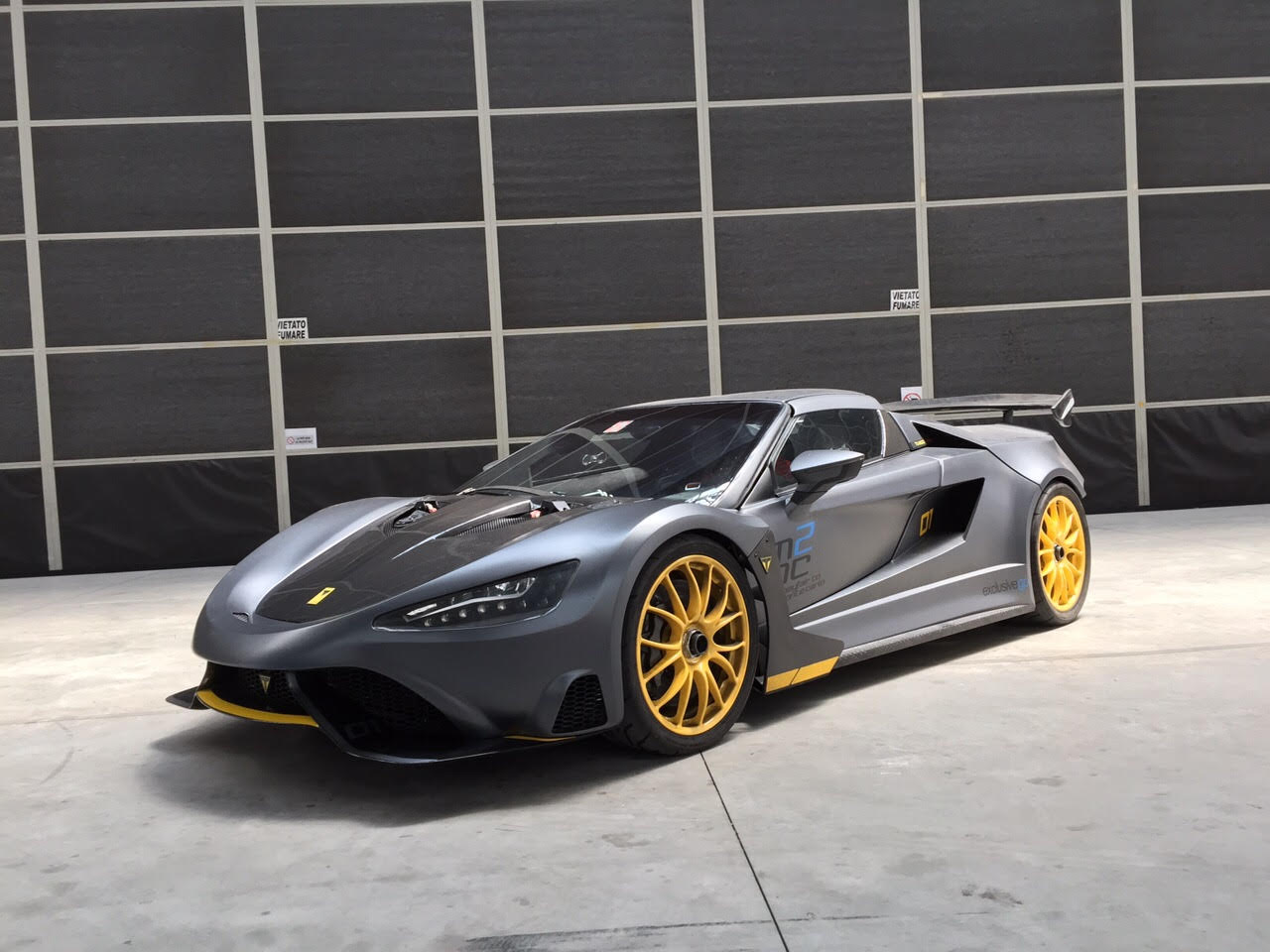
Tushek TS 600 (2014–2016)

Протягом тривалого часу Австрія імпортувала автомобілі, хоча також випускала вітчизняні вантажівки і військові транспортні засоби під брендом Steyr.
Magna Steyr в Ґраці тепер є контрактним виробником, який виробляє низку автомобілів для іноземних компаній, останнім часом для Mercedes-Benz, BMW, Toyota, Jaguar та інших. Magna Steyr заснована в 2001 році і є дочірнім підприємством канадської Magna International, а раніше була частиною конгломерату Steyr-Daimler-Puch.
Виробник мотоциклів KTM виробляє також спортивний автомобіль X-Bow.
У Відні є завод з виробництва двигунів Opel, а у Штайрі є завод з виробництва двигунів BMW.
Tushek&Spigel Supercars GmbH був австрійсько-словенським виробником суперкарів, заснованим у Словенії під назвою «Tushek», який базувався в Граці на колишній військовій авіабазі. Ця авіабаза містила приватну гоночну трасу, що використовувалась для випробувань. Компанію заснував словенський гонщик Альоша Тушек (Aljoša Tushek) і Якоб Карл Шпігель (Jacob Carl Spigel). Компанія-правонаступник Tushek Limited була заснована у Великій Британії в 2017 році.

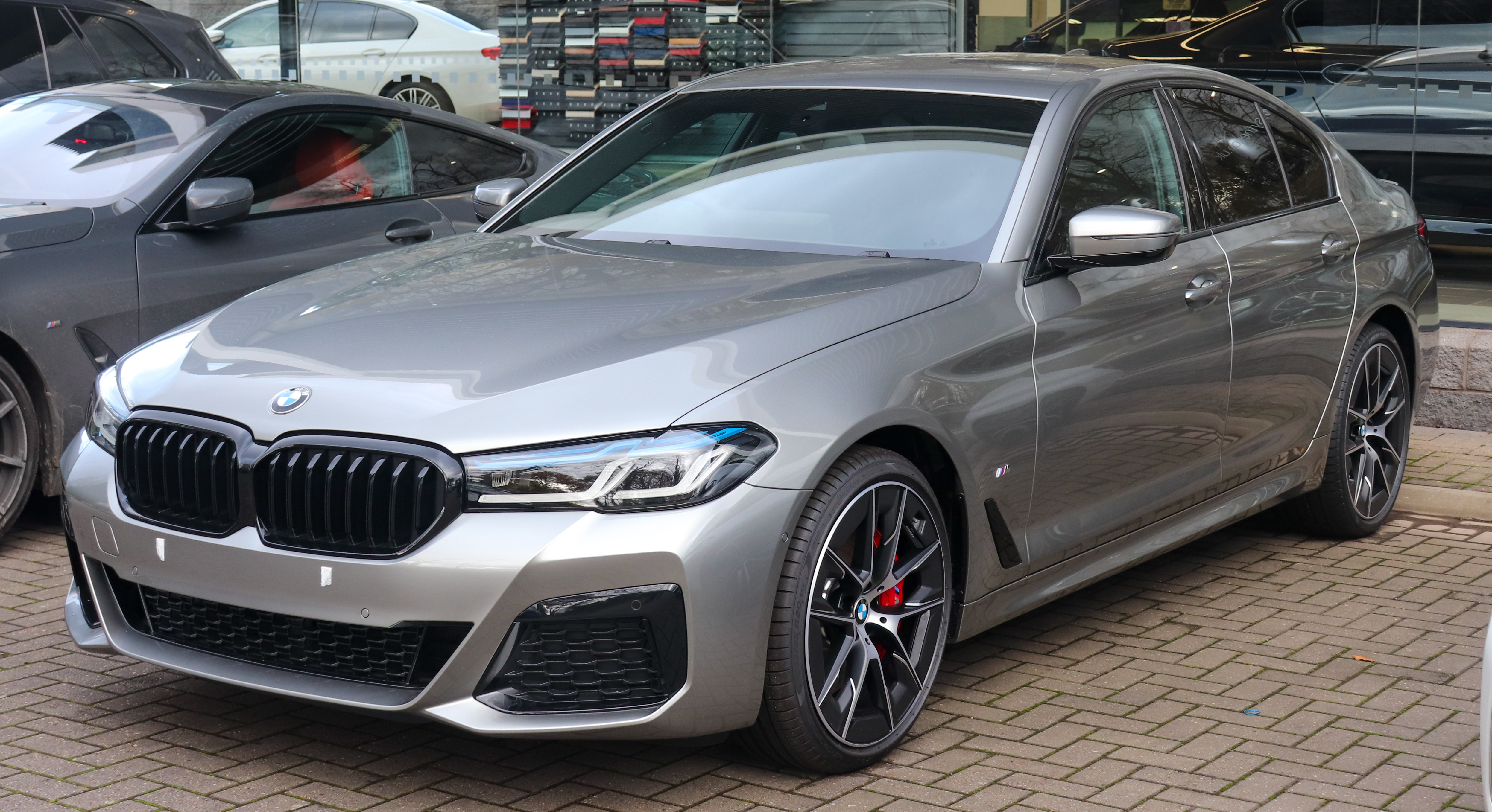
BMW 5 Series (G30) (2017–2024)
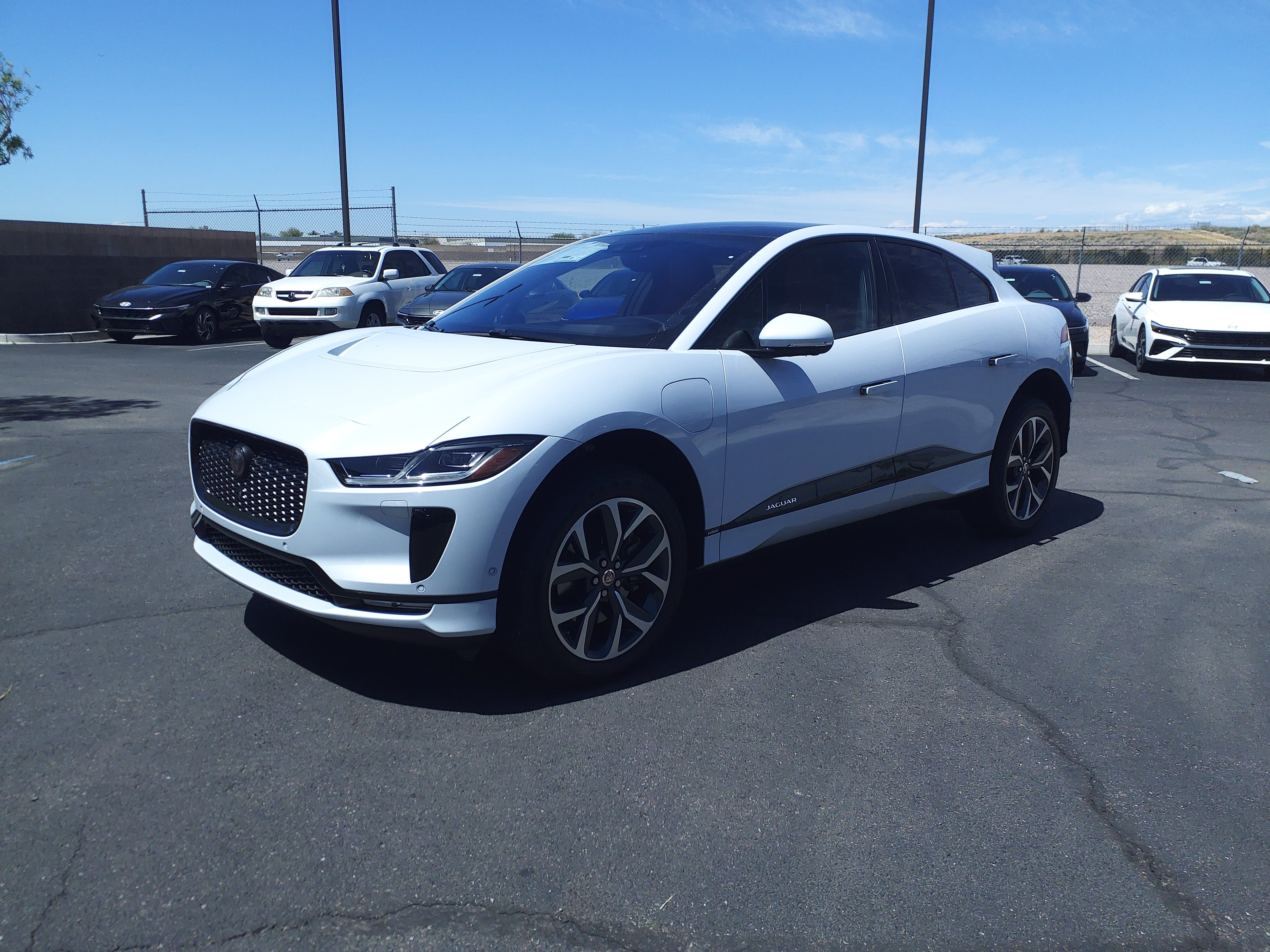
Jaguar I-Pace (2018–2024)
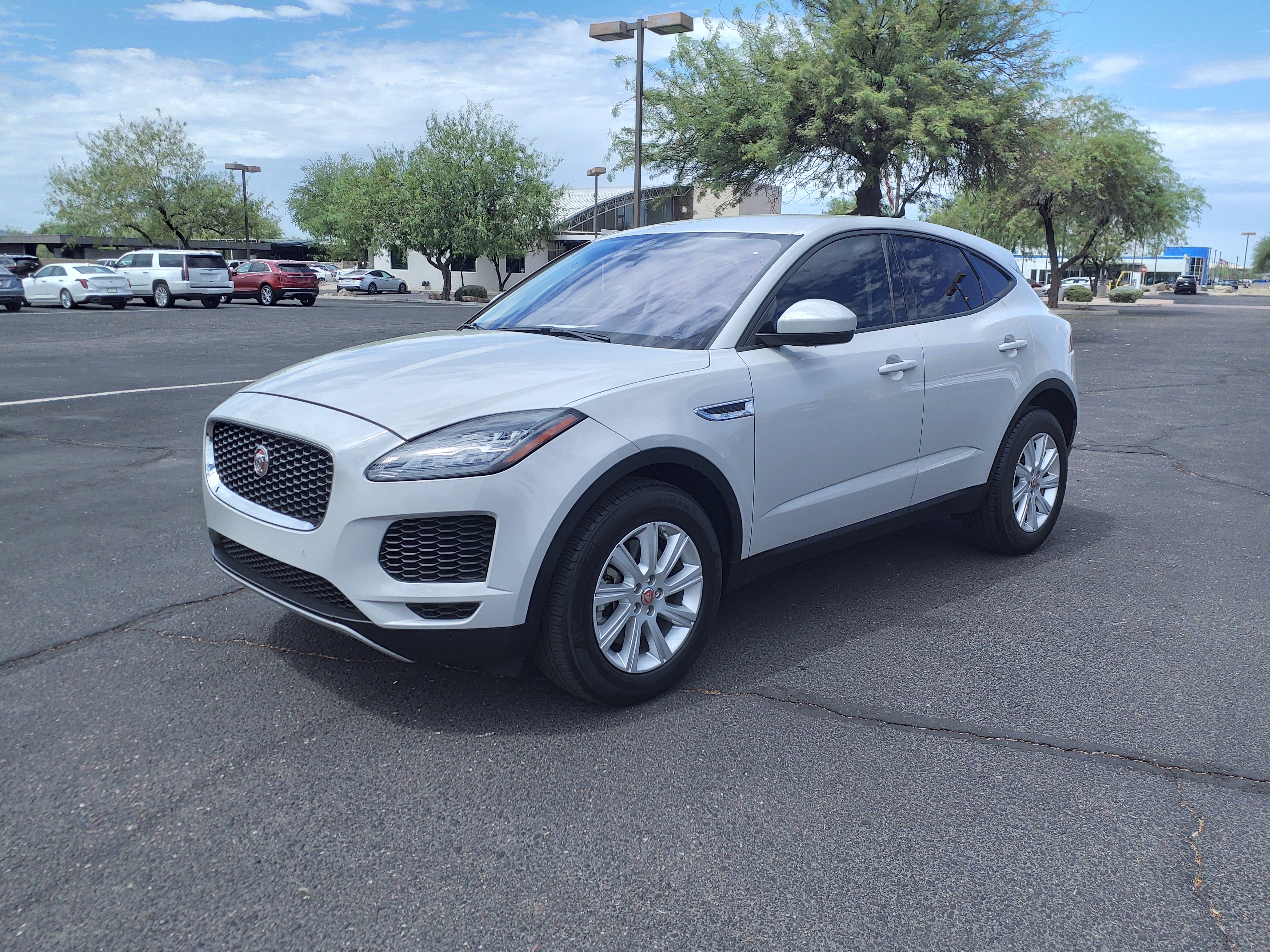
Jaguar E-Pace (2017–2024)
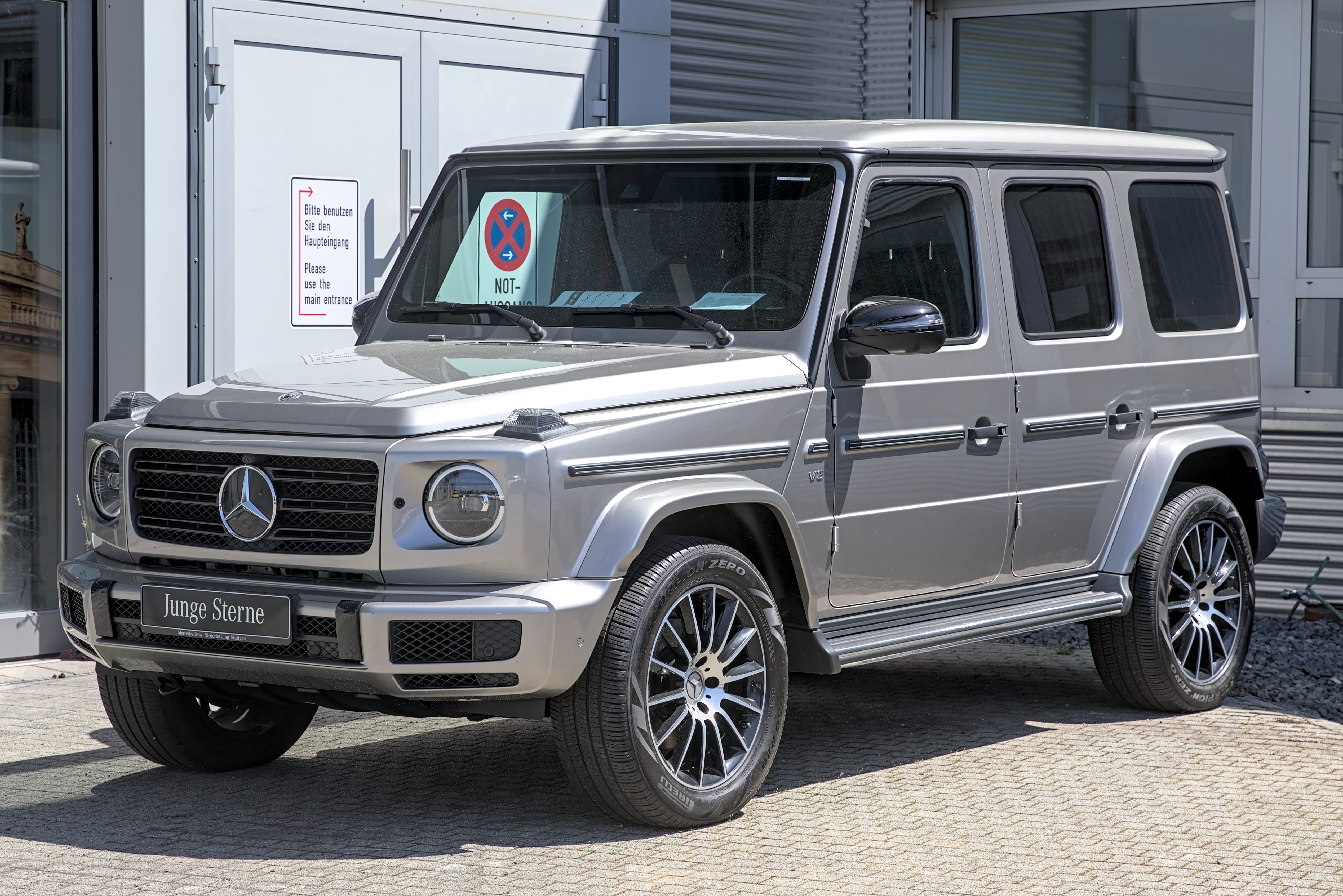
Mercedes-Benz G-Class W463 (2018–2024)

## Виробники

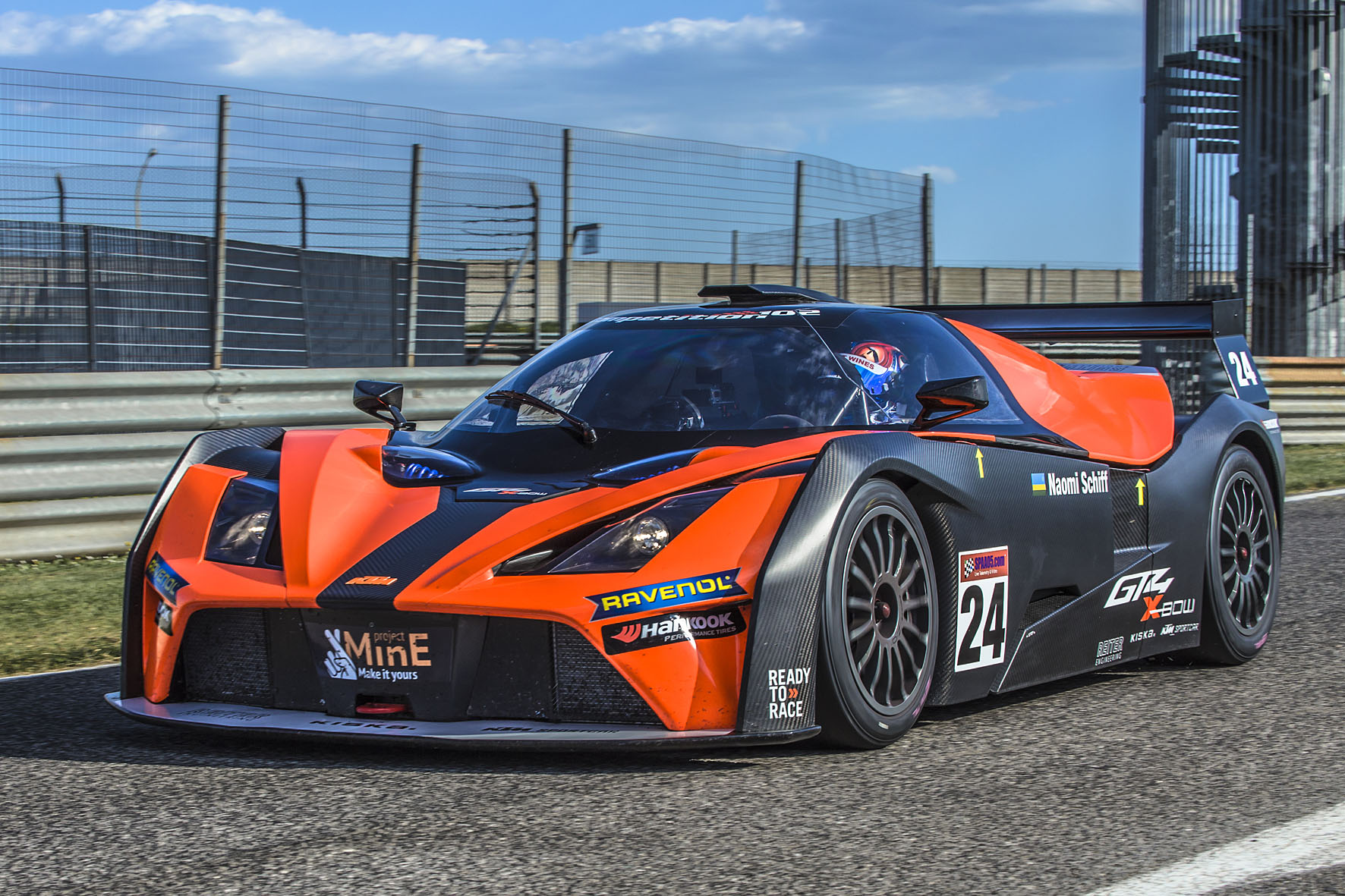
KTM X-Bow GT4 (2008–теперішній час)

- Austro-Daimler
- Austro-Tatra
- Custoca
- Delta-Gnom
- Denzel
- Eurostar Automobilwerk
- Felber Autoroller
- Gräf & Stift
- Grofri
- KTM
  - Husaberg
- Libelle
- Magna Steyr
- Möve 101
- ÖAF
- Puch
- Rosenbauer
- Steyr
- Steyr-Daimler-Puch
- Steyr Tractor
- Tiroch
- Rotax
- Steyr Motors

## Обсяг виробництва за роками

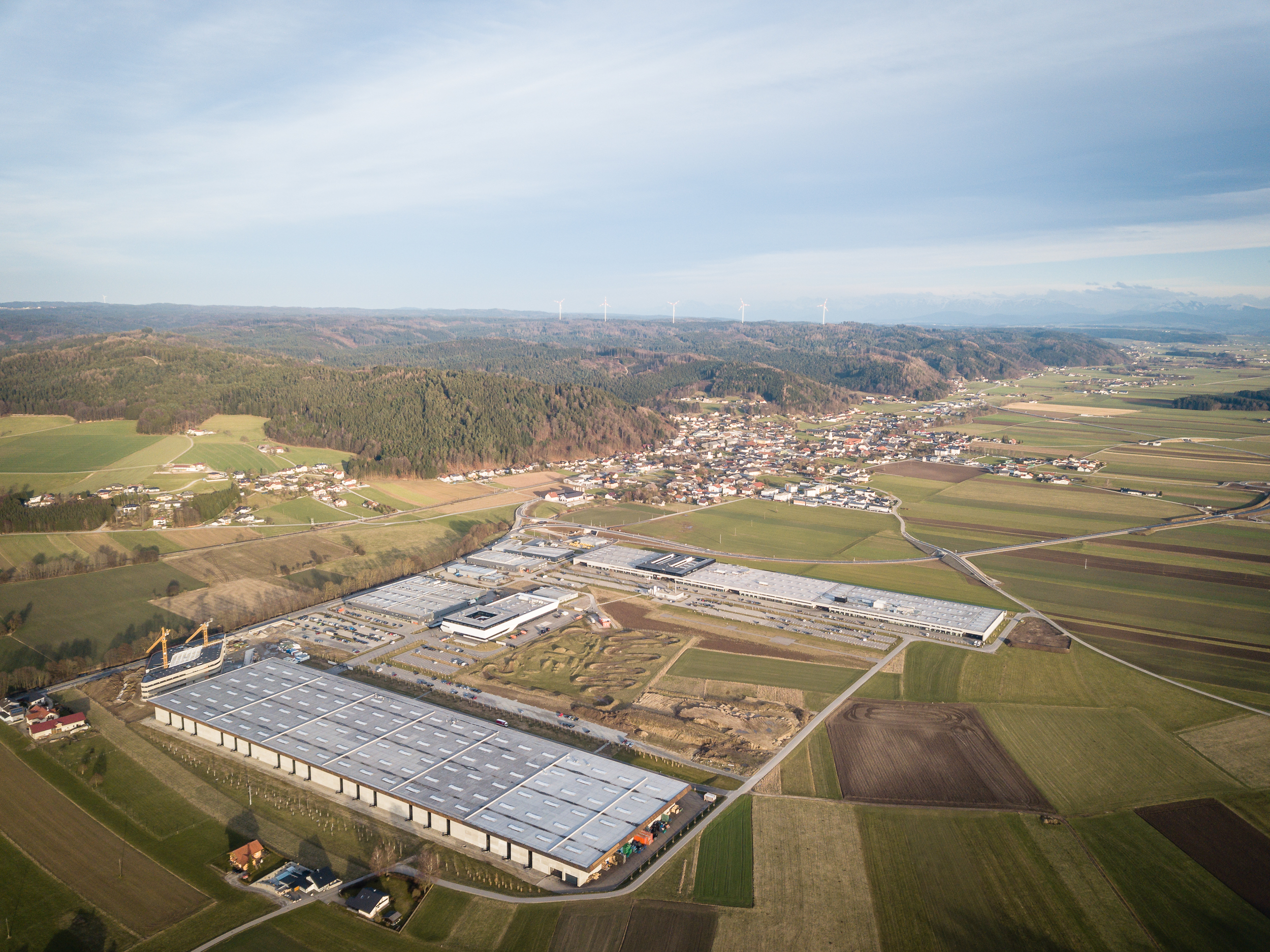
Завод KTM в Мундерфінгу

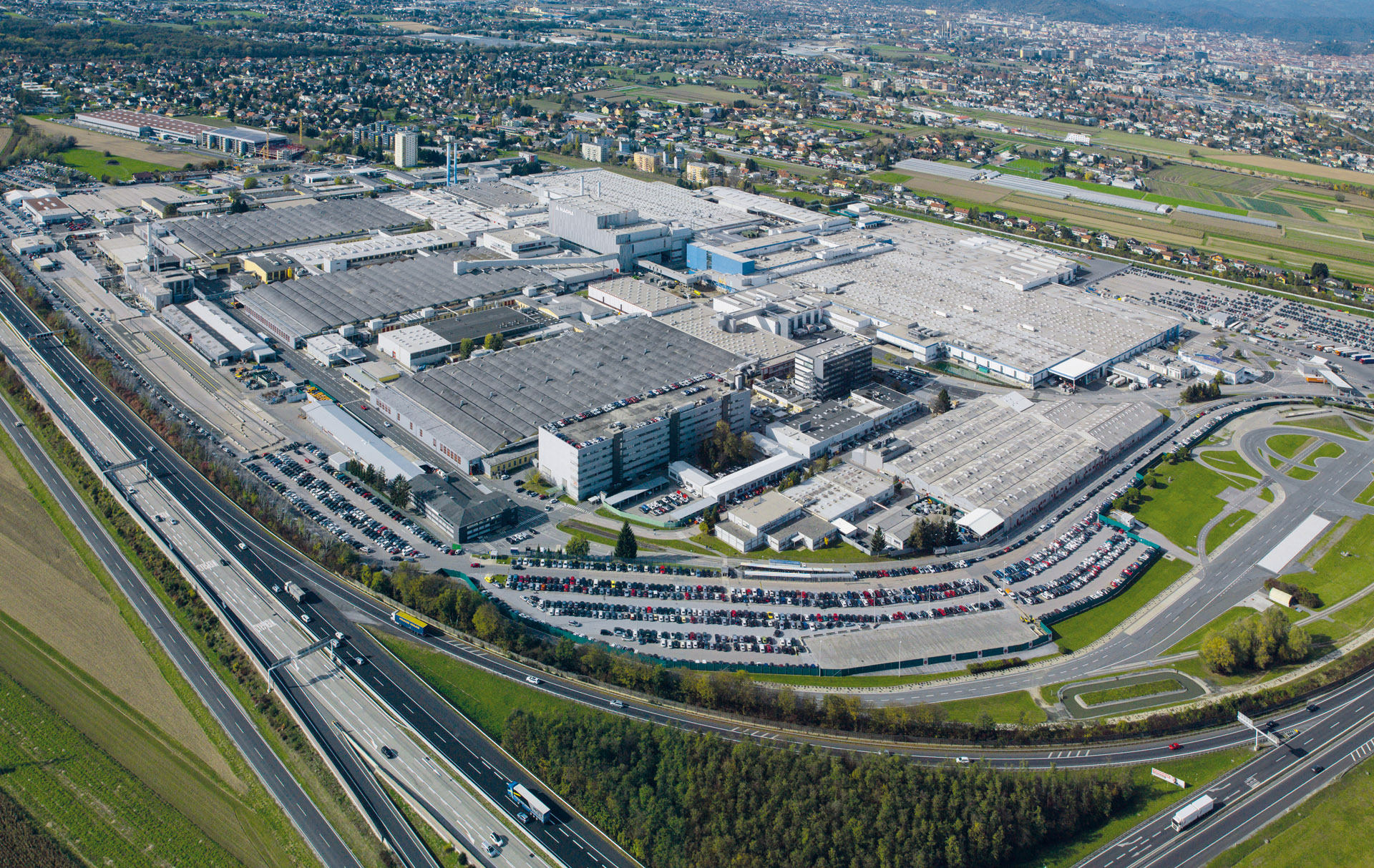
Завод Magna Steyr в Ґраці

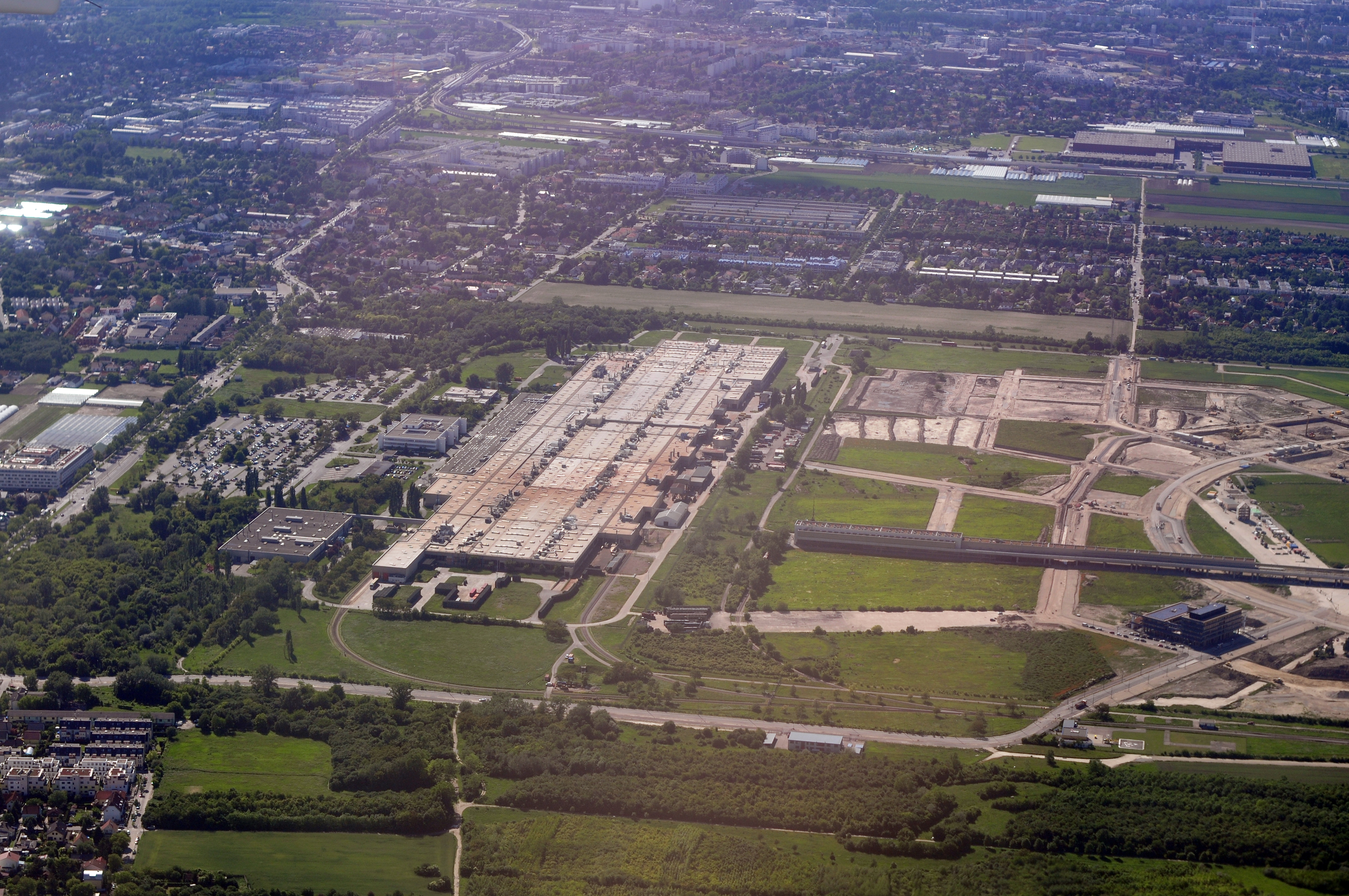
Завод двигунів Opel у Відні

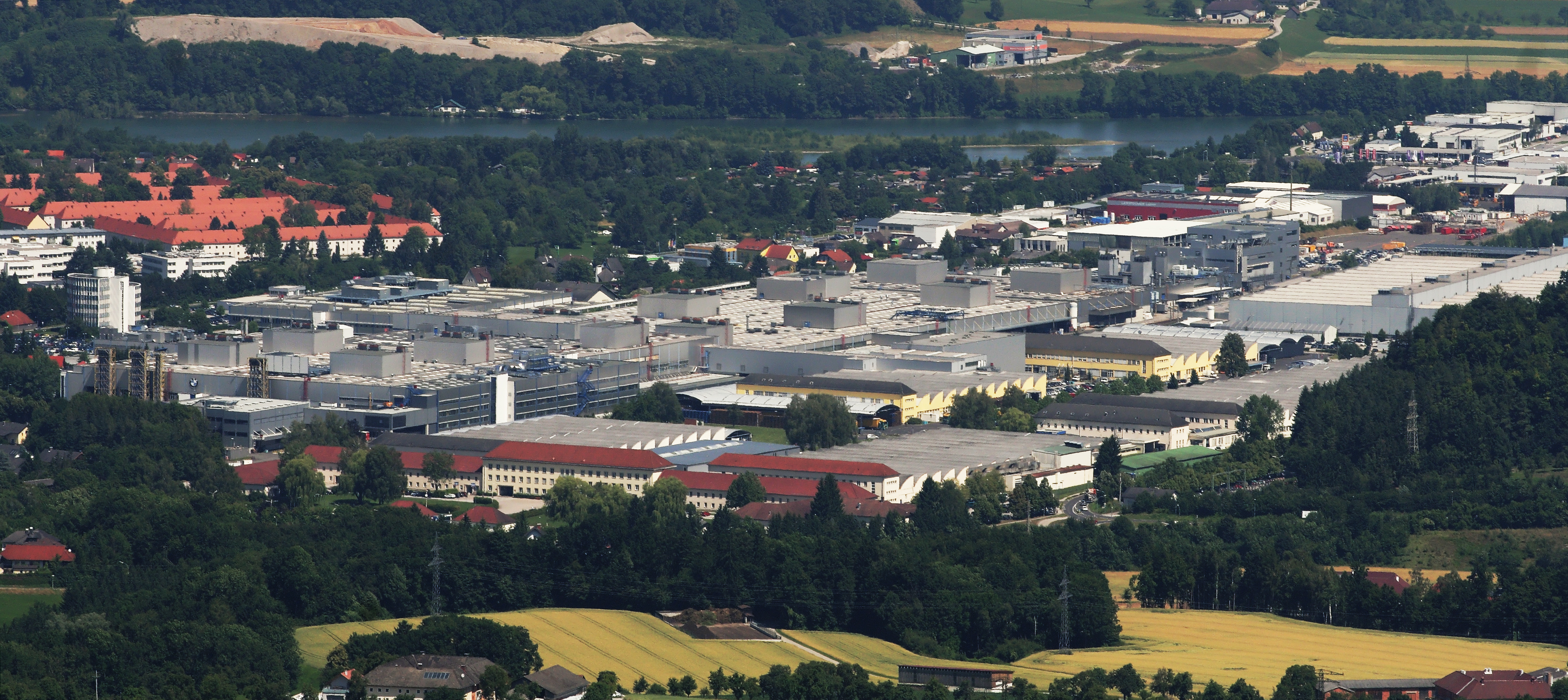
Завод двигунів BMW у Штайрі

У 2006 році було вироблено 274,932 автомобілі, таким чином він став піковим для автомобільної промисловості в Австрії.
На 2023 рік Австрія за обсягом виробництва була на 36-му місці з-поміж більш ніж 46-ти країн, які випускають автотранспортні засоби.
| Рік  | Обсяг виробництва |
| 1960 | 13,000            |
| 1970 | 7,000             |
| 1980 | 14,000            |
| 1990 | 20,000            |
| 1995 | 68,000            |
| 2000 | 141,026           |
| 2005 | 253,279           |
| 2006 | 274,932           |
| 2010 | 104,814           |
| 2011 | 152,505           |
| 2012 | 143,060           |
| 2013 | 166,428           |
| 2014 | 154,340           |
| 2015 | 125,500           |
| 2016 | 108,000           |
| 2017 | 99,880            |
| 2018 | 164,900           |
| 2019 | 179,400           |
| 2020 | 104,544           |
| 2021 | 136,700           |
| 2022 | 107,500           |
| 2023 | 114,191           |
| ---- | ----------------- |